# Équation de Darwin-Radau
En astrophysique, l'équation de Darwin–Radau donne une relation approchée entre le moment d'inertie normalisé d'un corps planétaire, sa vitesse de rotation et sa forme. Le moment d'inertie normalisé est directement relié au plus grand moment d'inertie principal, noté C. On suppose que le corps tournant est en équilibre hydrostatique et peut être considéré comme un ellipsoïde de révolution. L'équation de Darwin-Radau s'écrit:
{\displaystyle {\frac {C}{MR_{e}^{2}}}={\frac {2}{3\lambda }}={\frac {2}{3}}\left(1-{\frac {2}{5}}{\sqrt {1+\eta }}\right)}
où M et Re représentent respectivement la masse et le rayon équatorial moyen du corps. λ est le paramètre d'Alembert et le paramètre de Radau η est défini comme:
{\displaystyle \eta ={\frac {5q}{2\epsilon }}-2}
où q est la constante géodynamique
{\displaystyle q={\frac {\omega ^{2}R_{e}^{3}}{GM}}}
et ε est l'aplatissement géométrique
{\displaystyle \epsilon ={\frac {R_{e}-R_{p}}{R_{e}}}}
Dans cette équation Rp est le rayon polaire moyen Re est le rayon équatorial moyen.
Pour la terre , {\displaystyle q\approx 3,461391\times 10^{-3}} et {\displaystyle \epsilon \approx 1/298,257}, qui donne {\displaystyle {\frac {C}{MR_{e}^{2}}}\approx 0,3313}; on obtient une bonne approximation en comparaison avec la valeur mesurée 0,3307.